# Alcedo
Alcedo este un gen de păsări coraciiforme din familia Alcedinidae, care include numeroase specii de pescărei. Genul a fost introdus de Carl Linnaeus în 1758 în cea de-a 10-a ediție a lucrării sale Systema Naturae. Specia tip este pescărașul comun (Alcedo ispida, în prezent Alcedo atthis ispida).

## Caracteristici
Spre deosebire de mulți alți pescărei, toți membrii speciei Alcedo se hrănesc cu pește. Toate speciile au pene albastre pe partea superioară a corpului, iar majoritatea speciilor au un cioc negru. Cu excepția pescărașului albăstrui, toate speciile au un penaj ruginiu. În general, femela are mai mult roșu pe mandibula inferioară decât masculul. Cea mai mică specie este pescărașul albăstrui, care are o lungime de aproximativ 13 cm; cea mai mare este pescărașul lui Blyth, cu o lungime de 22 cm.

## Specii
Genul conține următoarele opt specii:
- Alcedo coerulescens – pescăraș albăstrui
- Alcedo euryzona
- Alcedo peninsulae
- Alcedo quadribrachys
- Alcedo meninting
- Alcedo atthis – pescăraș albastru
- Alcedo semitorquata
- Alcedo hercules – pescăraș uriaș